# 寿美菜子
寿 美菜子（ことぶき みなこ、1991年9月17日 - ）は、日本の声優、歌手、女優。ミュージックレイン所属。兵庫県神戸市長田区出身。既婚。
代表作に『けいおん!』（琴吹紬）、『TIGER & BUNNY』（カリーナ・ライル / ブルー・ローズ）、『ドキドキ!プリキュア』（菱川六花 / キュアダイヤモンド）などがある。

## 来歴
小学生の頃は父が長らく民謡やギターを好み、母がピアノの先生だったことから自分も歌が大好きで、モーニング娘。になりたいと思う少女だった。10歳のときに見たテレビを真似て歌ったり踊ったりしている娘を眺めた母から新聞に掲載されているCMオーディションを受けてみようとなり、合格した。小学5年生で『りぼん』の読者モデルの最終オーディションに残ったことがきっかけで親も真面目に将来を捉えるようになり、大阪の養成所で歌の稽古を受け、13歳で映画初出演が決まり、芝居の稽古もするようになった。当初は子役として地元である関西の映画やCMなど出演していたが、2005年から2006年にかけて開催された「ミュージックレイン スーパー声優オーディション」に合格し、声優としても活動を始める。芸能界に入って1年後、14歳でミュージックレインのオーディションを受けたが推薦で参加したため当初は声優オーディションだとわからず、二次審査でそれを知った。その関係でオーディションでする演技の台詞は前もって覚えていった。二次と三次の審査では歌と台詞が審査されたが、審査員から歌だと「いい風が吹く感じ」だけど芝居になると途端に「止まる感じ」と言われ、歌は好きでも芝居が不安なのを隠せないなとなりながらもオーディションに受かり、母が見つけたぺりかん社の『声優になるには』を読んで事務所に入った程度では仕事が簡単にくるところではないと思った。幼くして兵庫県南部地震（阪神・淡路大震災）で被災しているがその記憶はなく、後に震災をテーマにしたアニメ映画『地球が動いた日』を観たことオーディション後に思い出して、声優になることを強く思うようになる。
声優の経験はそれまでなく、会社の会議室やカラオケルームでマネージャーに指導を受けてから作品のオーディションに臨んだが全く受からなかった。
2009年2月15日に開催された「ミュージックレインgirls 春のチョコまつり」において、同じミュージックレイン所属の高垣彩陽・戸松遥・豊崎愛生とともに声優ユニット「スフィア」の結成を発表。以降、ユニットとしての音楽活動も行っている（所属レーベルはGloryHeaven）。毎週末に舞台、ダンス、歌の稽古に励んでいるうちにきちんとした役名はないが準レギュラーの仕事が少しずつくるようになり、台詞は多くないもののどう記憶や残像を残せるかスパイスをきかせられるか逆算して広い視野でみるようになった。疑問をノートに記録して先輩声優に質問、学校の授業では質問しないタイプだったが次の仕事がいつかわからないためチャンスだと思い、デビューから3年弱の間、そういったことを続けた。
『けいおん!』のオーディションの話があったとき、声質からして秋山澪役を受けようかとマネージャーと相談していたが、好きな役を2つ受けられたため名字が同じ「ことぶき」でお嬢様役の経験がなくやってみようと琴吹紬役を受け、選ばれた。同作の監督に自分と名字が同じことが理由かと尋ねるもそうではないといわれたが、受かった一番の要因はそれだと寿は考えている。
公立中学校を経て2009年3月までは、神戸野田高等学校に在学し、稽古や東京での仕事の度に実家から上京する日々であったが、『けいおん!』を機に仕事量が増えたことで2009年4月に上京、3年生で東京の高校へ転校し、1年ほどは横浜市に在住しながら本格的に東京での活動を開始した。
2010年3月6日に発表された第4回声優アワードにて、テレビアニメ『けいおん!』の劇中にて結成したユニット「放課後ティータイム」として、豊崎愛生、日笠陽子、佐藤聡美、竹達彩奈とともに歌唱賞を受賞。9月15日にシングル「Shiny+」でソロデビュー後、11月24日に2ndシングル「Startline」を発売した。
東放学園高等専修学校卒業。
2012年には11月18日の神戸国際会館 こくさいホールを皮切りに、神戸・東京・名古屋・大宮の合計4会場5公演の『First Live Tour 2012 "Our stride"』を開催した。
2015年10月1日より、寿美菜子のLINE公式アカウントがスタートした。
2020年より1年間イギリスへ留学する事を公式ブログにて発表した。また、同年4月21日よりYouTubeチャンネル「寿美菜子の〜マジ寿！〜」を開設、イギリスでの生活状況を発信している。留学の理由は順調の活動していたがデビュー10年目からこれでいいのかと思い始め、挫折なくアルバイトもしたことがなく声優業界しか知らなくていいのかとなり、イギリス戯曲に舞台出演したことや『けいおん!』ではイギリス編があったことで縁を感じて渡英した。
事務所の協力でイギリスでも収録できる場を整えてもらい現地に着くが、早々に新型コロナウイルスの流行によりロックダウン。挫折するのも目標であり、コロナ禍により英語で喋ることも少なく、会話の大変さや母語で普通に話せることの凄さを再認識、芝居のワークショップでは会話だとうまく伝わらないが芝居でわかってもらえたこともあり、事務所に入って稽古に勤しんだ日々を思い出した。イギリスではホストファミリーの孫がアニメ好きだったことでその話になったり、店でアルバイトをしている人が客の少ない合間に日本のアニメを見ており、日本語音声で見ているといわれたことで自分たちの感情表現が伝わっていることを知り、嬉しかったと語っている。
2023年7月24日、一般男性との結婚を報告。

## 声優・歌手
歌唱力は、『けいおん!』に関する楽曲のコーラス・レコーディングもほぼ全て一発OKだったという。共演者の佐藤聡美からは「ハモリのプロ」と評された。また、同作品の楽曲を担当した小森茂生も「ピッチ感がすごく良くてコーラス・ワークがハマる」と評している。
『けいおん!』のWebラジオ『らじおん!』の企画で、自身らが演じるキャラクターと同様に実際にバンド活動を行うことになり、キーボードを担当している。キーボード演奏の際、コードは英語を読んでいるような気分で読み取るという。また、『らじおん!』の企画とは別に、個人的にドラムスも練習していた。
自らを鍛えたこととして10代の頃は若さを理由に経験がなく、芝居が難しいだろうと言われることが時折あったが、駄目とも言われず悔しく感じていた。それを一種のバネにそう言われないように本をよく読んだり自分で可能な分だけ想像してそれではできないときは少し尋ねて頑張ってみようとする反骨精神があったから熱意をもてたという。これは自らの記憶を元にそれを表現に重ねるメソッド演技法を行っていたこと意味している。

## 人物
スフィアのメンバーの中で最年少でありながら精神力はメンバー内で最も高く「一番しっかり者である」「大人っぽい」と言われることもある。
出身が神戸であることからタイガースファンであり、「デイリースポーツ」は必ず読む。また、スパゲッティなどの麺類好きを公言しており、イベントの前などには、イベント終了まで麺類を一定期間食べないこと（麺断ち）を、願掛けとして行っていた時期もあった。
母親がピアノ講師であることも手伝い、ピアノが弾ける。2010年1月10日にC.C.Lemonホールで行われた『スフィア Colorful Concert』および同年1月31日に神奈川県民ホールで行われた『スフィア Colorful Concert 追加公演』、自身のソロライブイベント「寿美菜子のMusic Rainbow 01」および「First Live Tour 2012“Our stride"」にて、ピアノの弾き語りを行った。
左利きである。温泉が大好きで、温泉ソムリエの資格を持っている。

## 出演
太字はメインキャラクター。

### テレビアニメ
2006年
- RED GARDEN（生徒C、グレースA）

2007年
- がくえんゆーとぴあ まなびストレート!（生徒）
- かみちゃまかりん（和音ーズB、女の子、5歳の霧火）
- みなみけ（女子生徒B）
- ゆめだまや奇談（知恵）

2008年
- 狂乱家族日記（山口聖）
- 鉄腕バーディー DECODE（2008年 - 2009年、北村可奈絵、ミルン） - 2シリーズ
- TYTANIA -タイタニア-（民衆）

2009年
- 地獄少女 三鼎（志村要）
- 空を見上げる少女の瞳に映る世界（委員女、委員）
- マリア様がみてる 4thシーズン（教員）
- けいおん!（2009年 - 2010年、琴吹紬） - 2シリーズ
- 初恋限定。（土橋りか）
- うみものがたり 〜あなたがいてくれたコト〜（宮守夏音）
- よくわかる現代魔法（坂崎嘉穂）
- 宙のまにまに（エミリ、的場洋子、文芸部員、八幡、秋山さやか）
- グイン・サーガ（アルミナ）
- とある科学の超電磁砲（2009年 - 2020年、婚后光子） - 3シリーズ
- 生徒会の一存（女子生徒）
- そらのおとしもの（鳳凰院月乃）

2010年
- ちゅーぶら!!（神宮寺弥子）
- いちばんうしろの大魔王（アルヌール）
- 迷い猫オーバーラン!（幼い巧）
- ひめチェン!おとぎちっくアイドル リルぷりっ（岡本天子）
- オオカミさんと七人の仲間たち（根角忠太郎、親衛隊A）
- あそびにいくヨ!（チャイカ）
- 夢色パティシエール（ドミニク）
- 伝説の勇者の伝説（ナイア・ノールズ）
- 百花繚乱 サムライガールズ（2010年 - 2013年、徳川千〈千姫〉） - 2シリーズ
- おとめ妖怪 ざくろ（橙橙）
- とある魔術の禁書目録II（婚后光子）

2011年
- 放浪息子（小林、女子生徒B）
- TIGER & BUNNY（ブルー・ローズ / カリーナ・ライル）
- Aチャンネル（ユー子 / 西由宇子）
- DOG DAYS（2011年 - 2015年、ベール・ファーブルトン、エイカ） - 3シリーズ
- そふてにっ（獅堂岬）
- 47都道府犬（兵庫犬）
- ロウきゅーぶ!（2011年 - 2013年、竹中夏陽） - 2シリーズ
- 魔乳秘剣帖（魔乳千房）
- 花咲くいろは（水野枝莉）
- たまゆらシリーズ（2011年 - 2013年、三次ちひろ） - 2シリーズ
- 境界線上のホライゾン（2011年 - 2012年、立花・誾、まつ） - 2シリーズ
- べるぜバブ（ヨルダ、梅宮薫）
- ギルティクラウン（草間花音）
- UN-GO（伊沢紗代）

2012年
- SKET DANCE（秋奈）
- 夏色キセキ（逢沢夏海）
- めだかボックス（鍋島猫美） - 2シリーズ
- ポケットモンスター ベストウイッシュ（ステラ）
- 機動戦士ガンダムAGE（フラム・ナラ）
- クイーンズブレイド リベリオン（イズミ）
- 氷菓（辺見〈漫研部員〉）
- 夏雪ランデブー（時代劇の少女）
- イナズマイレブンGO クロノ・ストーン（ジャンヌ・ダルク）
- TARI TARI（水野葉子）
- アイカツ!（2012年 - 2016年、神崎美月）
- 好きっていいなよ。（北川めぐみ）

2013年
- ドキドキ!プリキュア（2013年 - 2014年、菱川六花 / キュアダイヤモンド）
- 革命機ヴァルヴレイヴ（二宮タカヒ） - 2シリーズ
- やはり俺の青春ラブコメはまちがっている。（相模南）
- 勇者になれなかった俺はしぶしぶ就職を決意しました。（寿美菜子）

2014年
- 咲-Saki- 全国編（末原恭子）
- 世界征服〜謀略のズヴィズダー〜（白鷺美酒、アナウンサー）
- GO!GO!575（与謝野柚子）
- ポケットモンスター XY（エリー）
- マジンボーン（竜神智子）
- ベイビーステップ（2014年 - 2015年、鷹崎奈津、鷹崎奈津〈幼少〉） - 2シリーズ
- おじゃる丸（女子高生、そばかす笑顔のステキな女性）
- ハピネスチャージプリキュア!（キュアダイヤモンド）※10周年メッセージ
- ガンダム Gのレコンギスタ（ノレド・ナグ）
- ガールフレンド（仮）（神楽坂砂夜）
- テラフォーマーズ（ローザ・ツィプリース）

2015年
- 七つの大罪（2015年 - 2021年、ビビアン） - 4シリーズ + 特別編
- 四月は君の嘘（泉）
- 東京喰種トーキョーグール√A（憂那）
- 響け!ユーフォニアム（2015年 - 2024年、田中あすか） - 3シリーズ
- パンチライン（曳尾谷愛）
- 赤髪の白雪姫（女優）
- かみさまみならい ヒミツのここたま（山田商店のお姉ちゃん / 山田このか）

2016年
- コンクリート・レボルティオ〜超人幻想〜THE LAST SONG（若村夕子）
- デュエル・マスターズ シリーズ（2016年 - 2019年、うつぼみかづら、オシリー） - 3シリーズ
- タイムトラベル少女〜マリ・ワカと8人の科学者たち〜（水城和花）
- アンジュ・ヴィエルジュ（蒼月紗夜）
- ベルセルク（リッケルト）

2017年
- 名探偵コナン（2017年 - 2022年、池口栄子、勝又水菜）
- Re:CREATORS（駿河駿馬）
- ロクでなし魔術講師と禁忌教典（セラ＝シルヴァース）
- 戦姫絶唱シンフォギア シリーズ（2017年 - 2019年、サンジェルマン） - 2シリーズ
- Fate/Apocrypha（トゥール）
- アイカツスターズ!（神崎美月）
- ボールルームへようこそ（本郷千鶴）
- 異世界はスマートフォンとともに。（レジーナ・バビロン博士）

2018年
- ポチっと発明 ピカちんキット（2018年 - 2020年、ギバさん）
- カードキャプターさくら クリアカード編（モモ）
- BEATLESS Final Stage（イライザ）
- やがて君になる（七海燈子）
- カードファイト!! ヴァンガード（2018年 - 2019年、牛丸） - 2シリーズ

2019年
- ルパン三世 グッバイ・パートナー（アリサ）
- Fairy gone フェアリーゴーン（“スウィーティー”ビター・スウィート） - 2シリーズ
- ゾイドワイルド（サクラ）
- アイカツオンパレード!（2019年 - 2020年、神崎美月）

2020年
- あひるの空（月島京子）

2021年
- IDOLY PRIDE（小美山愛）

2022年
- ラブオールプレー（水嶋里佳）
- 群青のファンファーレ（樫野未来）
- 聖剣伝説 Legend of Mana -The Teardrop Crystal-（サンドラ）
- ポプテピピック TVアニメーション作品第二シリーズ（ピピ美〈第11話Aパート〉）

2023年
- スキップとローファー（西城梨々華）
- 文豪ストレイドッグス（文）
- でこぼこ魔女の親子事情（キクラ）

2024年
- 神之塔 -Tower of God-（クン・ラン） - 2シリーズ
- オーイ!とんぼ（池内）

2025年
- UniteUp! -Uni:Birth-（奏太〈小学生〉）
- ホテル・インヒューマンズ（加瀬あさみ）

### 劇場アニメ
2010年
- REDLINE（姫）

2011年
- 映画けいおん!（琴吹紬）
- 劇場版 そらのおとしもの 時計じかけの哀女神（鳳凰院月乃）
- 劇場版ポケットモンスター ベストウイッシュ ビクティニと黒き英雄 ゼクロム・白き英雄 レシラム（ヨーテリー）
- トワノクオン（サイボーグ・デルタ〈飛鳥ひずる〉）

2012年
- 劇場版 TIGER & BUNNY（2012年 - 2014年、ブルーローズ / カリーナ・ライル） - 2部作
- 伏 鉄砲娘の捕物帳（浜路）
- ベルセルク 黄金時代篇（2012年 - 2013年、リッケルト） - 3部作
- 放課後ミッドナイターズ（ムツコ）

2013年
- 映画 プリキュアオールスターズNewStage2 こころのともだち（菱川六花 / キュアダイヤモンド）
- 劇場版 とある魔術の禁書目録 -エンデュミオンの奇蹟-（婚后光子）
- 龍 -RYO-（黒）
- 映画 ドキドキ!プリキュア マナ結婚!!?未来につなぐ希望のドレス（菱川六花 / キュアダイヤモンド）

2014年
- アイカツ!シリーズ（2014年 - 2023年、神崎美月） - 3作品
- 映画 プリキュアオールスターズNewStage3 永遠のともだち（菱川六花 / キュアダイヤモンド）

2015年
- 映画 プリキュアオールスターズ 春のカーニバル♪（菱川六花 / キュアダイヤモンド）

2016年
- 映画 プリキュアオールスターズ みんなで歌う♪奇跡の魔法!（菱川六花 / キュアダイヤモンド）
- 劇場版 響け!ユーフォニアムシリーズ（2016年 - 2019年、田中あすか） - 3作品

2017年
- 夜明け告げるルーのうた（遊歩）

2018年
- 詩季織々「小さなファッションショー」（イリン）
- 映画 HUGっと!プリキュア♡ふたりはプリキュア オールスターズメモリーズ（菱川六花 / キュアダイヤモンド）

2019年
- ヴァイオレット・エヴァーガーデン 外伝 - 永遠と自動手記人形 -（イザベラ・ヨーク〈エイミー・バートレット〉）
- HELLO WORLD（徐依依）
- Gのレコンギスタ I - V（2019年 - 2022年、ノレド・ナグ） - 5作品

2020年
- 泣きたい私は猫をかぶる（深瀬頼子）

2023年
- 兵馬俑の城（シーユイ）
- 北極百貨店のコンシェルジュさん（ウミベミンク娘）
- ドーラとまぼろしの生き物（ドーラ）

2024年
- 僕のヒーローアカデミア THE MOVIE ユアネクスト（デボラ・ゴリーニ）
- きみの色（スミカ）

2025年
- KPop Demon Hunters（Rumi）

### OVA
2000年代
- 苺ましまろ encore（2009年、子供たち）
- 限定少女。（2009年、土橋りか）

2010年代
- 剣と魔法と学園モノ。2（2010年、ティラミス）
- とある科学の超電磁砲 OVA（2010年、婚后光子）
- あそびにいくヨ!おーぶいえーであそびきにました!!OVAすぺしゃる（2011年、チャイカ）
- コイ☆セント（2011年、トト）
- Aチャンネル+smile（2012年、ユー子/西由宇子）
- 今際の国のアリス（2014年 - 2015年、宇佐木柚葉） - コミックス第13・14巻DVD付き限定版
- ロボットガールズZ（2014年、いまいち萌えない娘） - テレビアニメの映像ソフト特典作
- サイボーグ009VSデビルマン（2015年、サイボーグ0015 / エバ・マリア・パラレス）
- たまゆら〜卒業写真〜（2015年、三次ちひろ）
- DOG DAYS"（2015年、ベール・ファーブルトン）
- 七つの大罪（2015年、アンナ）
- 響け！ユーフォニアム「かけだすモナカ」（2015年、田中あすか） - 第1期Blu-ray第7巻収録番外編
- 文豪ストレイドッグス（2017年、文） - コミックス第13巻BD付き限定版
- あさがおと加瀬さん。（2018年、井上）

### Webアニメ
- 刹界エイトレイド（2018年 - 2019年、七瀬マコト）
- 7SEEDS（2019年、神酒マリア[132]）
- TIGER & BUNNY 2（2022年、カリーナ・ライル / ブルー・ローズ[133]）
- 放課後のブレス（2023年、アリキス[134]）

### ゲーム
2005年
- トリックスター（コッコ、ケッケ）

2006年
- ファンタジーアース ゼロ（クリィム）

2008年
- 桃色大戦ぱいろん（リリアドール、フルール）

2009年
- ファイナルファンタジーXIII（セラ・ファロン）

2010年
- けいおん! 放課後ライブ!!（琴吹紬）
- 剣と魔法と学園モノ。2G（ティラミス）
- 剣と魔法と学園モノ。3（クラティウス）※PS3版のみ
- スズノネセブン! 〜Rebirth knot〜（生野真夜）
- マリッジロワイヤル プリズムストーリー（朝倉美弥子）

2011年
- とある科学の超電磁砲（婚后光子）
- ファイナルファンタジーXIII-2（セラ・ファロン）
- ファイナルファンタジー零式（カスミ）
- ロウきゅーぶ!（竹中夏陽）

2012年
- アイカツ! シンデレラレッスン（神崎美月）
- イナズマイレブンGO2 クロノ・ストーン（ジャンヌ・ダルク）
- ガールフレンド（仮）（神楽坂砂夜）
- 機動戦士ガンダムAGE ユニバースアクセル / コズミックドライブ（フラム・ナラ）
- デビルサマナー ソウルハッカーズ（ヒトミ、ネミッサ、ネメッチー）
- 嫁コレ（魔乳千房）

2013年
- アイカツ! 2人のmy princess（神崎美月）
- 境界線上のホライゾン PORTABLE（立花・誾）
- 神撃のバハムート（カメリア）
- TIGER & BUNNY 〜HERO'S DAY〜（ブルーローズ / カリーナ・ライル）
- やはりゲームでも俺の青春ラブコメはまちがっている。（相模南）
- ライトニング リターンズ ファイナルファンタジーXIII（セラ・ファロン）

2014年
- グランブルーファンタジー（ヘリヤ）
- グリモア〜私立グリモワール魔法学園〜（我妻浅梨）
- スズノネセブン! Portable（生野真夜）
- ゼルダ無双（ラナ、シア）
- ヒーローズプレイスメント（砥峰尾花）
- ロウきゅーぶ! ないしょのシャッターチャンス（竹中夏陽）
- アイカツ! 365日のアイドルデイズ（神崎美月）

2015年
- ガールフレンド（♪）（神楽坂砂夜）
- ガールフレンド（仮） きみと過ごす夏休み（神楽坂砂夜）
- 咲-Saki- 全国編（末原恭子）
- スーパーロボット大戦BX（フラム・ナラ）
- セブンスドラゴンIII code:VFD
- ペルソナ4 ダンシング・オールナイト（真下かなみ）
- ミラクルガールズフェスティバル（与謝野柚子）
- ゆるかみ!（蛸島みなみ、津祭かぐら、武蔵はるの、白鷺ヒメ）
- ロボットガールズZ ONLINE（いまいち萌えない娘）
- アイカツ! My No.1 Stage!（神崎美月）

2016年
- アイカツ! フォトonステージ!!（神崎美月）
- アンジュ・ヴィエルジュ 〜第2風紀委員 ガールズバトル〜（蒼月紗夜）
- スクールガールストライカーズ（モニカ・ブルーアッシュ）
- パンチライン（曳尾谷愛）
- ベルセルク無双（リッケルト）

2017年
- 黒騎士と白の魔王（ヴァンパイアクイーン）
- 御城プロジェクト:RE（徳川大坂城）
- プリキュア つながるぱずるん（菱川六花 / キュアダイヤモンド）
- スクールガールストライカーズ 〜トゥインクルメロディーズ〜（モニカ・ブルーアッシュ）
- きららファンタジア（2017年 - 2018年、ユー子、琴吹紬）

2018年
- スーパーロボット大戦X（ノレド・ナグ）
- 戦姫絶唱シンフォギアXD UNLIMITED（サンジェルマン）
- ワールド オブ ファイナルファンタジー マキシマ（セラ・ファロン）
- ポチッと発明 ピカちんキット -ゲームでピラメキ大作戦（ギバさん）

2019年
- 機動戦士ガンダム エクストリームバーサス2（2019年 - 2025年、フラム・ナラ、ノレド・ナグ） - 4作品
- リンクスリングス（ロクサーヌ）
- とある魔術の禁書目録 幻想収束（婚后光子）
- 七つの大罪 ～光と闇の交戦～（ビビアン）
- ファイナルファンタジー ブレイブエクスヴィアス（セラ・ファロン）

2020年
- ファイナルファンタジー・クリスタルクロニクル リマスター（ルーリー）

2021年
- IDOLY PRIDE（2021年 - 2024年、小美山愛）

2022年
- 共闘ことばRPG コトダマン（ブルーローズ）
- ソウルハッカーズ2（ネミッサ）
- モンスターストライク（2022年 - 2024年、カリーナ / ブルーローズ、婚后光子）

2023年
- アークナイツ（チューバイ）
- アンジュ・リリンク（蒼月紗夜）

2024年
- 無期迷途（エウレカ）

### ドラマCD
- 狂乱家族日記（2008年、山口聖）
- 魂☆姫（2009年、六道寺アマネ[167]）
- 初恋限定。（2009年、土橋りか） - 2作品[一覧 22]
- 神様のメモ帳シリーズ（2009年 - 2010年、アリス[168][169]） - 2作品[一覧 23]
- オリンポス（2009年、イリス）
- CHU music×BRA drama（2010年、神宮寺弥子）
- かみせん。（2010年、狐葉）
- がんばれ!消えるな!!色素薄子さん（2010年、小泉雲子）
- Re:バカは世界を救えるか?（2010年、アルカナ）[170]
- DOG DAYSドラマBOXシリーズ（2011年、ベール・ファーブルトン[171][172][173]） - 3作品[一覧 24]
- 東京自転車少女。（2011年、加藤さん[174][175]） - 月刊コミック アース・スター付録CD・第1巻初回限定版付録CD
- 飴色紅茶館歓談（2011年、小熊珠李） - 第2巻ドラマCD付き限定版
- 夏色キセキ オリジナルCDドラマ〜ドリームアワー・イン・紗希's room〜（2012年、逢沢夏海）
- ライアー×ライアー（高槻湊[176]） - 2作品[一覧 25]
- 桃色大戦ぱいろん プレリュードVol.3 リリアドール（2013年、リリアドール[177]）
- ハチミツにはつこい（2014年、椎名小春[178]）
- ちょっとかわいいアイアンメイデンシリーズ（2014年 - 2016年小橋悠里[179][180]） - 2作品[一覧 26]
- 響け！ユーフォニアムシリーズ（2015年 - 2021年、田中あすか[181][182]） - 2作品[一覧 27]
- TVアニメ/データカードダス『アイカツ!』&『アイカツスターズ!』スペシャルドラマCD（2018年、神崎美月）
- キメラプロジェクト:ゼロ（2022年、Tuesday[183]） - コミックス第1巻ボイスCD付き特装版

### ラジオCD
- 「らじおん!」スペシャル! Vol.1・2
- 百花繚乱 スーパーラジオガールズ
- 寿美菜子のラフラフ RADIO FANDISK 1-5
- 戸松遥のココロ☆ハルカス×寿美菜子のラフラフ SPコラボCD ～チャレンジ60 なぞなぞスムージー～
- やがて君になる～私、このラジオ好きになりそう～vol.1・2

### 吹き替え

#### 映画
- エンジェル ウォーズ（2011年、ベイビードール〈エミリー・ブラウニング〉）
- プリースト（2012年、ルーシー〈リリー・コリンズ〉）
- キャリー（2013年、ニッキ〈カリッサ・ストレイン〉[184]、リジー〈ケイティー・ストレイン〉[184]）
- SAFE/セイフ（2013年、メイ〈キャサリン・チェン〉）
- HICK ルリ13歳の旅（2013年、ルリ・マクミュラン〈クロエ・グレース・モレッツ〉）
- ビザンチウム（2014年、エレノア〈シアーシャ・ローナン〉）
- 記憶探偵と鍵のかかった少女（2015年、アナ・グリーン〈タイッサ・ファーミガ〉）
- サイバー・リベンジャー（2017年、ケイトリン・リーガン〈ステファニー・スコット〉）
- スウィート17モンスター（2017年、ネイディーン〈ヘイリー・スタインフェルド〉）
- STUBER/ストゥーバー（2020年、ニコール〈ナタリー・モラレス〉[185]）
- 我が名はヴェンデッタ（2022年、ソフィア〈ジネーヴラ・フランチェスコーニ〉）
- ザ・マザー（2023年、ゾーイ〈ルーシー・パエス〉）
- 金星で逢えたら（2023年、ミア〈バージニア・ガードナー 〉）
- BODIES BODIES BODIES（2024年、ソフィー）
- 6888郵便大隊（2024年、リナ・デリコット）

#### ドラマ
- ゴシップガール（2009年、アイヴィー・ディケンズ / チャーリー〈ケイリー・デファー〉）
- ダークエイジ・ロマン 大聖堂（2011年、エリザベス）
- 第3病院 〜恋のカルテ〜（2013年、イ・ウィジン〈チェ・スヨン〉）
- 六龍が飛ぶ（2016年、プニ〈シン・セギョン〉）
- ビッグ・リトル・ライズ 〜セレブママたちの憂うつ〜（2017年 - 、ジェーン・チャップマン〈シェイリーン・ウッドリー〉）
- ファイナルファンタジーXIV 光のお父さん（2017年、あるちゃん）
- 初恋は初めてなので（2019年、リュ・セヒョン〈ホン・ジユン〉）※Netflix版
- アガサ・クリスティー ABC殺人事件（2019年、リリー・マーブリー〈アーニャ・チャロトラ〉[186]）
- ピオリアのプリンス（英語版）（2019年、シドニー・クイン〈シェルビー・シモンズ〉）
- エレメンタリー7 ホームズ&ワトソン in NY ザ・ファイナル（2020年）
- レ・ミゼラブル（2020年、コゼット〈エリー・バンバー〉[187]）
- 絶叫パンクス レディパーツ!（2022年、アミーナ〈アンジャナ・ワサン〉[188]）
- 社内お見合い（2022年、チン・ヨンソ〈ソル・イナ〉）
- オールモスト・ネバー 夢みるバンド物語（2022年、タイラ・リチャードソン〈タイラ・レイン〉[38][189]）
- ウィンチェスターズ（2023年、ラティカ・デサイ[ラタ]〈ニダ・フルシド〉[190]）
- こちらベスト探偵団２（2023年、ラモーナ）
- 1923（2023年、アレクサンドラ〈ジュリア・シュレイファー 〉）
- ナイト・エージェント（2024年、ローズ）

#### アニメ
- ヒックとドラゴン（2010年、アスティ）
- ヒックとドラゴン 〜バーク島の冒険〜（2013年、アスティ[191]）
- ヒックとドラゴン 〜バーク島を守れ!〜（2014年、アスティ）
- ヒックとドラゴン2（2014年、アスティ）
- サンダーバード ARE GO（2015年 - 2020年、ケーヨ/タヌーシャ・キラノ）
- ヒックとドラゴン:ドラゴン・レースの幕開け（2016年、アスティ）
- ヒックとドラゴン:レジェンドコレクション（2016年、アスティ）
- ヒックとドラゴン: 新たな世界へ!（2016年、アスティ）
- スマーフ スマーフェットと秘密の大冒険（2017年、スマーフ・ストーム[192]）
- ヒックとドラゴン 聖地への冒険（2019年、アスティ[193]）

### 特撮
- 動物戦隊ジュウオウジャー（2016年 - 2017年、ナリアの声[194]） - 1シリーズ + 3作品[一覧 28]

### ラジオ
※はインターネット配信。スフィアとしての番組は、スフィアの項を参照。
- SunSet Swishの今夜もマイペース（ナレーション）（FM OSAKA）
- らじおん!（2009年、TBSけいおん!公式サイト※）
- うみものらじお〜あいしてる!〜（2009年、ランティスウェブラジオ※・音泉※）
- ちゅーぶら!! 下着同好会放送室（2010年、音泉※）※全8回のうち前半4回担当
- ラジオどっとあい 祝!寿美菜子のほちゃほちゃ!!（2010年、BBQR※・超!A&G+※）
- らじおん!!（2010年、TBSけいおん!!公式サイト※）
- 百花繚乱 ラジオガールズ（2010年 - 2011年、ランティスウェブラジオ※）
- 寿美菜子と宮本佳那子のふせらじ!（2012年、音泉※）
- 寿美菜子のラフラフ（2013年 - 、超!A&G+※[195]・ニコニコ動画セカンドショットちゃんねる※）
- 寿美菜子・早見沙織・悠木碧のことはゆ（2016年 - 2018年、ニコニコ動画セカンドショットちゃんねる※）[196]
- やがて君になる〜私、このラジオ好きになりそう〜（2018年 - 2019年、音泉※）[197]

### ラジオドラマ
- 噂屋 〜フラワーテイル〜（海野夜顔）（2006年 - 2007年 ニッポン放送「有楽町アニメタウン」内）
- 私立ハコ入り女学園（野崎沙織）（ニッポン放送『ミュ〜コミ+プラス』内コーナー『アニコボ』木曜日「ラジメーション」：2010年1月14日 - 3月25日）
- A&G REQUESTデジスタ O/A（大塚）
- ニッポン放送開局60周年ミュ〜コミ+プラス・ラジオドラマ「バック・トゥ・ザ・レディオ」（まさ坊[198]）
- Pizza Hut × アイカツ!オリジナルWEBラジオ 午後はいちいちいちご気分!出張版 第3回（神崎美月）（2015年1月13日）

### デジタルコミック
- A-koe 熾天使空域（セラフィム・ゾーン）（追浜澪）
- +Voice Flex Comix 吸血姫 ヴァンパイア・プリンセス（修学院結衣）
- VOMIC クロガネ（白鳥ツバメ）
- VOMIC バクマン。（亜豆美保）
- VOMIC てとくち（花村里江[199]）
- YUKI×AOI キメラプロジェクト（2020年 - 2022年、チューズデー[200][201]） - 2シリーズ[一覧 29]
- 令和のダラさん（2023年、薫[202]）

### テレビ
ドラマ
- 新・京都迷宮案内（テレビ朝日系、2005年）

バラエティー
- ドーリィ☆バラエティ HYPER ViSUADOLL MOVIE（小花萌黄、ナレーション、顔出しなど）（tvk、BIGLOBEストリーム：2008年10月2日 - 2009年3月26日）
- リスアニTV（TOKYO MX&MUSIC ON! TV、2012年4月&9月の特集アーティスト）

スポーツ中継
- ウィンブルドンテニス（WOWOW、2021年6月28日 - 7月11日、現地レポーター）

ナレーション
- ぼくらはマンガで強くなった「歩み続けろ、世界の頂点へ! テニス新時代」（NHK BS1、2017年3月3日）
- アイカツ！シリーズ5周年記念特別番組「みんなのアイカツ!〜星のあかりでゆめを見て」（テレビ東京系、2017年8月30日）
- イギリスで一番美しい庭 ダルメイン（NHK、2020年 - 2021年）

### インターネットテレビ
- AチャンネルTV（2011年3月 - 7月8日）

### 実写映画
- 火火（2005年、神山久美子／少女時代）
- GHOST OF YESTERDAY[204]（2006年、文子[要出典]）
- 幸福のスイッチ（2006年、瞳／少女時代）
- HINAMI（2006年、サツキ[205]）
- クローズZERO（2007年）
- blue bird[206]（2008年、ミチル[要出典]）
- －×－（マイナス・カケル・マイナス）（2008年、藤本凛[207]）
- スクールガール・コンプレックス -放送部篇-（2013年、本西郁美[208]）
- 魔女の宅急便（2014年、ジジの声[209]）
- 小野寺の弟・小野寺の姉（2014年、齋藤亜沙子）

### 舞台
- ドキドキ!プリキュア ミュージカルショー♪ 〜アニマルランドでだいぼうけん！〜（菱川六花 / キュアダイヤモンド 役、2013年）
- 他人の目（ベリンダ 役、2014年3月13日 - 30日、10日間全12公演、下北沢小劇場B1・シアトリカル應典院）
- SOUND THEATRE「eclipse」（朱華 役・幼い晴明 役[注 3]、2014年9月23日 - 28日、4日間全5公演、日比谷シアタークリエ）
- 水島裕プロデュースVol.4 朗読劇「笑う朗読」（2015年9月24日 - 27日、4日間全7公演、シアターサンモール）※オムニバス形式のため役多数
- ラフィングライブ第2回公演「Run for Your Wife」（バーバラ・スミス 役、2016年11月30日 - 12月4日、5日間全6公演、Zeppブルーシアター六本木）
- 水島裕プロデュースVol.5 朗読劇「笑う朗読」（2017年5月19日 - 21日、3日間全5公演、品川プリンスホテル クラブeX）※オムニバス形式のため役多数
- T-PROJECT Vol.12 「他人の目」（ベリンダ 役、2017年7月11日 - 7月17日、7日間全8公演、赤坂RED/THEATER）」
- 声優星空プラネタリウム朗読会「ほし×こえ」（青羽一羽 役、2018年7月14日 - 7月15日、2日間全4公演、仙台市天文台）
- 方南ぐみ企画 朗読劇「青空」（柴犬・麦 役、2018年8月10日・8月13日、出演は2日間全2公演、三越劇場）
- ラフィングライブ第4回公演「パパ、アイ・ラブ・ユー！」（ローズマリー・モーティマー 役、2018年11月29日 - 12月2日、4日間全7公演、三越劇場）
- Reading♥Stage「百合と薔薇」 （アキラ 役、6月6日、出演は1公演のみ、品川プリンスホテル クラブeX）
- 声優星空プラネタリウム朗読会「ほし×こえ」（古澤奏 役、7月20日 - 7月21日、2日間全4公演、セーレンプラネット）
- ラフィングライブ第5回公演「Out of Order」（ジェーン・ワージントン 役、2019年11月28日 - 12月2日、5日間全7公演、三越劇場）
- 朗読劇「魔法少女育成計画」第2弾「スノーホワイト育成計画」（2023年10月14日、飛行船シアター） - 7753 役
- プレミア音楽朗読劇「VOICARION XVⅡ 〜スプーンの盾〜」東京公演（2023年12月20日、12月25日、シアタークリエ） - マリー 役[210]
- SWEET 19 BLUES（2023年12月29日、RED°TOKYO TOWER SKY STADIUM） - イツキ 役[211]

### CM
- おけいはん（2005年、宇治川茶子） - 京阪電鉄
- GALAPAGOS（2010年） - シャープYouTube内の紹介動画
- ペプシネックス（2011年、ブルーローズ） - SUNTORY
- ニュータイプエース Vol.14（2012年、ブルーローズ） - CMナレーション

### パチスロ・パチンコ
- シスタークエスト2〜魔剣の騎士と白銀の巫女〜（ステラ、2011年）
- シスタークエスト3〜黄金の大地と東の勇者〜（ステラ）
- シスタークエスト〜時の魔術師と悠久の姉妹〜（ステラ）
- CR百花繚乱 サムライガールズ（徳川千、2013年）
- パチスロ百花繚乱 サムライガールズ（徳川千、2015年）
- パチスロ ガールフレンド（仮）〜聖櫻学園メモリアル〜（神楽坂砂夜、2017年）
- Pガールフレンド（仮）（神楽坂砂夜、2021年）
- Pフィーバー戦姫絶唱シンフォギア3 黄金絶唱（サンジェルマン、2022年）

### その他コンテンツ
- SunSet Swish8thシングル「PASSION」ジャケット写真
- けいおん! デスクトップアクセサリー（琴吹紬）
- ウレロ☆未確認少女内アニメ 「萌え萌え蘭丸」（明智光秀）
- 宝探し〜ミネルヴァの箱〜in 河口湖オルゴールの森美術館（2013年、ナレーション）
- ソニーモバイルコミュニケーションズ「Xperia Ear」「Xperia Ear DUO」日本版アシスタント音声[212]
- ソニー「ニュースマネージャー」実証実験（森下真帆）（2016年8月6日 - 22日 ソニービジョン渋谷）[213]
- ソニー「バーチャルアナウンサー」（沢村碧）[214]
- IRabBits「ミスデモクラシー」「二十日恋」「This Is LOVESONG」ミュージックビデオ（新婦役、顔出し出演）[215]
- 動物戦隊ジュウオウジャー ジニスのオモチャ コンティニューメダル&メーバメダルセット（2016年11月、玩具） - ナリア 役
- 劇団スフィア（2019年）
- YUKI×AOI キメラプロジェクト（2020年、Tuesday[216]）
- 愛天使世紀ウェディングアップル（2025年、ナレーション[217]）

## ディスコグラフィ

### シングル
|            | 発売日         | タイトル         | 規格品番    | 規格品番 | オリコン 最高位 |
| 初回限定盤 | 発売日         | タイトル         | 通常盤      |          | オリコン 最高位 |
| ---------- | -------------- | ---------------- | ----------- | -------- | --------------- |
| 1st        | 2010年9月15日  | Shiny+           | SMCL-207/8  | SMCL-209 | 13位            |
| 2nd        | 2010年11月24日 | Startline        | SMCL-229/30 | SMCL-231 | 17位            |
| 3rd        | 2011年9月14日  | Dear my…         | SMCL-247/8  | SMCL-249 | 11位            |
| 4th        | 2012年4月11日  | ココロスカイ     | SMCL-260/1  | SMCL-262 | 14位            |
| 5th        | 2013年6月19日  | プリズム         | SMCL-297/8  | SMCL-299 | 17位            |
| 6th        | 2013年11月20日 | pretty fever     | SMCL-313/4  | SMCL-315 | 24位            |
| 7th        | 2014年4月16日  | Believe ×        | SMCL-331/2  | SMCL-333 | 18位            |
| 8th        | 2015年4月8日   | black hole       | SMCL-378/9  | SMCL-380 | 15位            |
| 9th        | 2015年9月16日  | Candy Color Pop  | SMCL-400/1  | SMCL-402 | 21位            |
| 10th       | 2016年3月2日   | Bye Bye Blue     | SMCL-418/9  | SMCL-420 | 23位            |
| 11th       | 2016年12月7日  | ミリオンリトマス | SMCL-460/1  | SMCL-462 | 35位            |
| 12th       | 2019年1月9日   | save my world    | SMCL-574/5  | SMCL-576 | 13位            |

### EP
|            | 発売日         | タイトル | 規格品番 | 規格品番 | オリコン 最高位 |
| 初回限定盤 | 発売日         | タイトル | 通常盤   |          | オリコン 最高位 |
| ---------- | -------------- | -------- | -------- | -------- | --------------- |
| 1st        | 2023年10月25日 | Curious  | SMCL-832 | SMCL-834 | 40位            |

### アルバム
|            | 発売日        | タイトル  | 規格品番   | 規格品番 | オリコン 最高位 |
| 初回限定盤 | 発売日        | タイトル  | 通常盤     |          | オリコン 最高位 |
| ---------- | ------------- | --------- | ---------- | -------- | --------------- |
| 1st        | 2012年9月12日 | My stride | SMCL-278/9 | SMCL-280 | 8位             |
| 2nd        | 2014年9月17日 | Tick      | SMCL-350/1 | SMCL-352 | 19位            |
| 3rd        | 2018年1月17日 | emotion   | SMCL-524/5 | SMCL-526 | 18位            |

### 映像作品
|         | 発売日        | タイトル                                       | 規格品番 | 規格品番   |
| Blu-ray | 発売日        | タイトル                                       | DVD      |            |
| ------- | ------------- | ---------------------------------------------- | -------- | ---------- |
| 1st     | 2013年6月19日 | 寿美菜子 First Live Tour 2012“Our stride”      | SMXL-4   | SMBL-105/6 |
| 3rd     | 2015年9月16日 | 寿美菜子 3rd Live Tour 2015 『Tick Tick Tick』 | SMXL-8   | SMBL-113/4 |

### タイアップ曲
| 楽曲         | タイアップ                           | 時期   |
| ------------ | ------------------------------------ | ------ |
| Startline    | OVA『コイ☆セント』エンディングテーマ | 2010年 |
| metamorphose | OVA『コイ☆セント』オープニングテーマ | 2010年 |

### 参加作品
2009年
- Cagayake!GIRLS（琴吹紬（コーラス）、4月22日、PCCG-70036/7）
- Don't say "lazy"（琴吹紬（コーラス）、4月22日、PCCG-70038/9）
- ふわふわ時間（琴吹紬、5月20日、PCCG-70040）
- テレビアニメ『初恋限定。-ハツコイリミテッド-』キャラクターファイル Vol.1 江ノ本慧 & 土橋りか（土橋りか、5月27日、LHCM-1059）
- 「けいおん!」イメージソング 平沢唯（琴吹紬（コーラス）、6月17日、PCCG-70081）
- 「けいおん!」イメージソング 秋山澪（琴吹紬（コーラス）、6月17日、PCCG-70082）
- 放課後ティータイム（琴吹紬（コーラス）、7月22日、PCCG-009621〜2）
- Treasure! 〜君と出逢えたコト〜（夏音、8月5日、LHCM-1065）
  - Treasure! 〜君と出逢えたコト〜（マリン（阿澄佳奈）&夏音（寿美菜子））
  - Treasure! 〜君と出逢えたコト〜“eclipse ring mix”（マリン（阿澄佳奈）&夏音（寿美菜子）、コーラス：儀武ゆう子）

- 「けいおん!」イメージソング 田井中律（琴吹紬（コーラス）、8月26日、PCCG-70083）
- 「けいおん!」イメージソング 琴吹紬（琴吹紬、8月26日、PCCG-70084）
- 「けいおん!」イメージソング 中野梓（琴吹紬（コーラス）、8月26日、PCCG-70085）
- テレビアニメ「けいおん!」オフィシャル バンドやろーよ!!（琴吹紬（コーラス）、9月2日、PCCG-00963）
- よくわかる現代魔法 SPECIAL CODE ALBUM（坂崎嘉穂、9月30日、LHCA-5106）
  - Automatic analyzer

2010年
- Choose Bright!!（神宮寺弥子、2月10日、KICM-3199）
- Shy Girls（神宮寺弥子、2月10日、KICM-3200）
- 「らじおん!」スペシャル! Vol.1（琴吹紬、2月24日、PCCG-00987）
- ちゅーぶら!! キャラクターソングマキシ 神宮寺弥子（神宮寺弥子、3月10日、KICM-3204）
- 「らじおん!」スペシャル! Vol.2（琴吹紬、3月17日、PCCG-00988）
- GO! GO! MANIAC（琴吹紬（コーラス）、4月28日、PCCG-70071〜2）
- Listen!!（琴吹紬（コーラス）、4月28日、PCCG-70073〜4）
- マリッジロワイヤル〜プリズムストーリー〜キャラクターソングアルバム（朝倉美弥子、5月26日、LACA-15030）
  - 夢見る世界が始まるtomorrow

- ぴゅあぴゅあはーと（琴吹紬、6月2日、PCCG-70075）
- Utauyo!!MIRACLE（琴吹紬（コーラス）、8月4日、PCCG-70077〜8）
- NO,Thank You!（琴吹紬（コーラス）、8月4日、PCCG-70079〜80）
- ごはんはおかず/U&I（琴吹紬（コーラス）、9月8日、PCCG-70081）
- 「けいおん!!」イメージソング 平沢唯（琴吹紬（コーラス）、9月21日、PCCG-01065）
- 「けいおん!!」イメージソング 秋山澪（琴吹紬（コーラス）、9月21日、PCCG-01066）
- K-ON!! ORIGINAL SOUND TRACK Vol.2（琴吹紬、10月6日、PCCG-01064）
- 放課後ティータイムII（琴吹紬、10月27日、PCCG-01071〜2）
- 恋にせっせ通りゃんせ（徳川千、11月10日、LACM-4757）
- 「けいおん!!」イメージソング 田井中律（琴吹紬（コーラス）、11月17日、PCCG-01067）
- 「けいおん!!」イメージソング 琴吹紬（琴吹紬、11月17日、PCCG-01068）
- 「けいおん!!」イメージソング 中野梓（琴吹紬（コーラス）、11月17日、PCCG-01069）
- 百花繚乱 サムライガールズキャラクターソングミニアルバム CSステーション -SAMURAI THE SHOW!!-（徳川千、11月17日、PCCG-01068）

2011年
- Aチャンネル（ユー子）
  - エンディングテーマ「ハミングガール」、劇中歌#1「はるかぜの化学」、劇中歌#2「Start」（BD&DVD Aチャンネル 1 完全生産限定版特典）（2011年5月25日）
  - 劇中歌#5「Mermaid Sisters」（BD&DVD Aチャンネル 3　完全生産限定版特典）（2011年7月27日）
  - 劇中歌#7「Summer breeze」（BD&DVD Aチャンネル 4 完全生産限定版特典）（2011年8月24日）
  - 劇中歌#9「オカシナ時間」、劇中歌#10「Happy Snow」（BD&DVD Aチャンネル 5 完全生産限定版特典）（2011年9月21日）
  - 劇中歌#11 「未確認飛行ガール」（BD&DVD Aチャンネル 6 完全生産限定版特典）（2011年10月26日）

- TIGER & BUNNY キャラクターソングシングル GO NEXT!!（ブルーローズ、7月6日、LACM-4818）
- TIGER & BUNNY ORIGINAL SOUNDTRACK 夏の恋はお疲れサマー（ワイルドタイガー、バーナビー・ブルックスJr.、ブルーローズ、10月19日、LACA-9219/20）
- Unmei♪wa♪Endless!（琴吹紬〈コーラス〉、12月7日、PCCG-70082 - 3）
- Singing!（琴吹紬〈コーラス〉、12月7日、PCCG-70085）

| 発売日   | 商品名                                                                                                  | 歌 | 楽曲                                                        | 備考                                                                             |
| 2012年   | 2012年                                                                                                  | 2012年 | 2012年                                                      | 2012年                                                                           |
| -------- | --- | --- | ----------------------------------------------------------- | -------------------------------------------------------------------------------- |
| 2月8日   | TIGER & BUNNY キャラクターソングアルバム「BEST OF HERO」                                                | ブルーローズ（寿美菜子） | 「ICE DOLL」                                                | テレビアニメ『TIGER & BUNNY』関連曲                                              |
| 2月8日   | TIGER & BUNNY キャラクターソングアルバム「BEST OF HERO」                                                | 乙女☆クラブ | 「恋するヒロイン」                                          | テレビアニメ『TIGER & BUNNY』関連曲                                              |
| 7月25日  | 夏色キセキ 第2巻 完全生産限定版 Blu-ray&DVD 特典CD                                                      | 逢沢夏海（寿美菜子）、水越紗季（高垣彩陽） | 「夢色グラフティ」                                          | テレビアニメ『夏色キセキ』挿入歌                                                 |
| 7月25日  | 夏色キセキ 第2巻 完全生産限定版 Blu-ray&DVD 特典CD                                                      | 逢沢夏海（寿美菜子） | 「青空と自転車」                                            | テレビアニメ『夏色キセキ』関連曲                                                 |
| 9月26日  | TIGER & BUNNY『HERO RADIO』バラエティCD「Stern Bild Station!」                                          | 乙女☆クラブ | 「愛♡Scream!!!」                                            | テレビアニメ『TIGER & BUNNY』関連曲                                              |
| 10月24日 | 機動戦士ガンダムAGE キャラクターソングアルバム Vol.3                                                    | フラム・ナラ（寿美菜子） | 「follow your fate」                                        | テレビアニメ『機動戦士ガンダムAGE』関連曲                                        |
| 10月24日 | めだかボックス Blu-ray＆DVD 第4巻                                                                       | 鍋島猫美（寿美菜子） | 「凡才ファイター」                                          | テレビアニメ『めだかボックス』関連曲                                             |
| 10月24日 | 夏色キセキ 第4巻 完全生産限定版 Blu-ray&DVD 特典CD                                                      | 逢沢夏海（寿美菜子）、水越紗季（高垣彩陽）、花木優香（戸松遥）、環凛子（豊崎愛生）                                                                               | 「南風ドラマチック」                                        | テレビアニメ『夏色キセキ』挿入歌                                                 |
| 11月21日 | 夏色キセキ 第5巻 完全生産限定版 Blu-ray&DVD 特典CD                                                      | 逢沢夏海（寿美菜子）、花木優香（戸松遥）、環凛子（豊崎愛生） | 「夏を越えてキミと」                                        | テレビアニメ『夏色キセキ』挿入歌                                                 |
| 12月26日 | 夏色キセキ 第6巻 完全生産限定版 Blu-ray&DVD 特典CD                                                      | 逢沢夏海（寿美菜子）、水越紗季（高垣彩陽）、花木優香（戸松遥）、環凛子（豊崎愛生）                                                                               | 「夏休みは終わらない」                                      | テレビアニメ『夏色キセキ』挿入歌                                                 |
| 2013年   | | |                                                             |                                                                                  |
| 3月27日  | TIGER & BUNNY-SINGLE RELAY PROJECT-「CIRCUIT OF HERO」Vol.1 バーナビー・ブルックス Jr.→ブルーローズ     | ローズ&バーナビー | 「悲しみMasquerade」                                        | テレビアニメ『TIGER & BUNNY』関連曲                                              |
| 4月24日  | TIGER & BUNNY-SINGLE RELAY PROJECT-「CIRCUIT OF HERO」Vol.2 ブルーローズ→スカイハイ                     | ブルーローズ（寿美菜子） | 「HOLD YOUR HEART」                                         | テレビアニメ『TIGER & BUNNY』関連曲                                              |
| 4月24日  | TIGER & BUNNY-SINGLE RELAY PROJECT-「CIRCUIT OF HERO」Vol.2 ブルーローズ→スカイハイ                     | THE KING & QUEEN | 「Hurry up QUEEN!」                                         | テレビアニメ『TIGER & BUNNY』関連曲                                              |
| 5月8日   | 結局、偶然で候                                                                                          | 柳生十兵衛（悠木碧）、真田幸村（釘宮理恵）、徳川千（寿美菜子）                                                                                                   | 「結局、偶然で候」                                          | テレビアニメ『百花繚乱 サムライブライド』エンディングテーマ                      |
| 5月8日   | 結局、偶然で候                                                                                          | 柳生十兵衛（悠木碧）、真田幸村（釘宮理恵）、徳川千（寿美菜子）                                                                                                   | 「サムライズム」                                            | テレビアニメ『百花繚乱 サムライブライド』関連曲                                  |
| 7月17日  | ドキドキ!プリキュア ボーカルアルバム1 Jump up, GIRLS!                                                   | キュアダイアモンド（寿美菜子） | 「COCORO♦Diamond」                                          | テレビアニメ『ドキドキ!プリキュア』関連曲                                        |
| 7月17日  | ドキドキ!プリキュア ボーカルアルバム1 Jump up, GIRLS!                                                   | 相田マナ（生天目仁美）、菱川六花（寿美菜子） | 「夏の流星群」                                              | テレビアニメ『ドキドキ!プリキュア』関連曲                                        |
| 9月4日   | ドキドキ!プリキュア後期エンディングテーマ ラブリンク/この空の向こう〜ドキドキ!プリキュアといっしょ〜    | 吉田仁美、黒沢ともよ、ドキドキ!プリキュア | 「この空の向こう〜ドキドキ!プリキュアといっしょ〜」         | テレビアニメ『ドキドキ!プリキュア』関連曲                                        |
| 10月23日 | 「映画 ドキドキ!プリキュア マナ結婚!!?未来につなぐ希望のドレス」テーマソング                            | 相田マナ（生天目仁美）、菱川六花（寿美菜子）、四葉ありす（渕上舞）                                                                                               | たからもの                                                  | 劇場アニメ『映画 ドキドキ!プリキュア マナ結婚!!?未来につなぐ希望のドレス』挿入歌 |
| 11月6日  | ドキドキ!プリキュア ボーカルアルバム2 〜100%プリキュアDAYS☆〜                                           | キュアダイアモンド（寿美菜子） | 「Clear Eyes」                                              | テレビアニメ『ドキドキ!プリキュア』関連曲                                        |
| 2014年   | | |                                                             |                                                                                  |
| 2月26日  | この手が奇跡を選んでる                                                                                  | 姫松高校 | 「この手が奇跡を選んでる」                                  | テレビアニメ『咲-Saki- 全国編』エンディングテーマ                                |
| 5月28日  | 世界征服〜謀略のズヴィズダー〜 第3巻 完全生産限定版 Blu-ray&DVD 特典CD                                  | 白鷺美酒（寿美菜子） | 「片翼のラブレター」                                        | テレビアニメ『世界征服〜謀略のズヴィズダー〜』関連曲                             |
| 8月27日  | TIGER & BUNNY-SINGLE RELAY PROJECT-「CIRCUIT OF HERO」Vol.7 ファイヤーエンブレム→ワイルドタイガー       | ファイヤーエンブレム with 乙女☆クラブ | 「レッツゴー乙女道♡」                                       | テレビアニメ『TIGER & BUNNY』関連曲                                              |
| 8月27日  | TIGER & BUNNY-SINGLE RELAY PROJECT-「CIRCUIT OF HERO」Vol.8 ワイルドタイガー→バーナビー・ブルックス Jr. | タイガー&バーナビー in HERO ALL STARS | 「オリオンをなぞる -HERO Ver.-」                            | テレビアニメ『TIGER & BUNNY』関連曲                                              |
| 2015年   | | |                                                             |                                                                                  |
| 3月25日  | ガールフレンド（仮） BD&DVD Vol.3 特典CD                                                                | 神楽坂砂夜（寿美菜子） | 「スキャンダルは如何?」                                     | テレビアニメ『ガールフレンド（仮）』関連曲                                       |
| 9月30日  | パンチライン BD&DVD Vol.3 特典CD                                                                        | 曳尾谷愛（寿美菜子） | 「ありがと。」                                              | テレビアニメ『パンチライン』関連曲                                               |
| 11月25日 | パンチライン BD&DVD Vol.5 特典CD                                                                        | 曳尾谷愛（寿美菜子） | 「腹切りハラスメント」                                      | テレビアニメ『パンチライン』関連曲                                               |
| 2016年   | | |                                                             |                                                                                  |
| 12月21日 | ガールフレンド（仮） キャラクターソングシリーズ Vol.01                                                  | nonet | 「Now On Stage!!」 「Winter Chime」                         | ゲーム『ガールフレンド（仮）』関連曲                                             |
| 12月21日 | ガールフレンド（仮） キャラクターソングシリーズ Vol.01                                                  | 神楽坂砂夜（寿美菜子） | 「Tell me your secret」                                     | ゲーム『ガールフレンド（仮）』関連曲                                             |
| 12月21日 | ガールフレンド（仮） キャラクターソングシリーズ Vol.01                                                  | チーム・シンデレラ | 「世界に一つのどこにもない物語」                            | ゲーム『ガールフレンド（仮）』関連曲                                             |
| 2017年   | | |                                                             |                                                                                  |
| 2月15日  | ガールフレンド（仮） キャラクターソングシリーズ Vol.02                                                  | 神楽坂砂夜（寿美菜子） | 「スキャンダルは如何?」                                     | ゲーム『ガールフレンド（仮）』関連曲                                             |
| 11月29日 | 戦姫絶唱シンフォギアAXZ BD・DVD第3巻特典CD                                                              | サンジェルマン（寿美菜子）、カリオストロ（蒼井翔太）、プレラーティ（日高里菜）                                                                                   | 「Ewigkeit（死灯 -エイヴィヒカイト-）」                     | テレビアニメ『戦姫絶唱シンフォギアAXZ』挿入歌                                    |
| 2018年   | | |                                                             |                                                                                  |
| 2月28日  | 戦姫絶唱シンフォギアAXZ BD・DVD第6巻特典CD                                                              | サンジェルマン（寿美菜子）、カリオストロ（蒼井翔太）、プレラーティ（日高里菜）                                                                                   | 「死灯 -エイヴィヒカイト-」                                 | テレビアニメ『戦姫絶唱シンフォギアAXZ』挿入歌                                    |
| 3月14日  | Precious Memories/初恋A to Z                                                                            | 神楽坂砂夜（寿美菜子）、風町陽歌（早見沙織）、クロエ・ルメール（丹下桜）、櫻井明音（佐藤利奈）、椎名心実（佐藤聡美）、村上文緒（名塚佳織）                       | 「Precious Memories」                                       | ゲーム『ガールフレンド（仮）』関連曲                                             |
| 3月14日  | Precious Memories/初恋A to Z                                                                            | 神楽坂砂夜（寿美菜子）、風町陽歌（早見沙織）、クロエ・ルメール（丹下桜）、櫻井明音（佐藤利奈）、椎名心実（佐藤聡美）、真白透子（堀江由衣）、村上文緒（名塚佳織） | 「初恋A to Z」                                              | ゲーム『ガールフレンド（仮）』関連曲                                             |
| 11月28日 | hectopascal                                                                                             | 小糸侑（高田憂希）、七海燈子（寿美菜子） | 「hectopascal」                                             | テレビアニメ『やがて君になる』エンディングテーマ                                 |
| 11月28日 | hectopascal                                                                                             | 小糸侑（高田憂希）、七海燈子（寿美菜子） | 「好き、以外の言葉で」                                      | テレビアニメ『やがて君になる』挿入歌                                             |
| 2019年   | | |                                                             |                                                                                  |
| 12月4日  | 戦姫絶唱シンフォギアXV BD・DVD第3巻特典CD                                                               | 立花響（悠木碧）、サンジェルマン（寿美菜子） | 「花咲く勇気 Ver. Amalgam」                                 | テレビアニメ『戦姫絶唱シンフォギアXV』挿入歌                                     |
| 12月4日  | 戦姫絶唱シンフォギアXD UNLIMITED キャラクターソングアルバム2                                            | サンジェルマン（寿美菜子）、カリオストロ（蒼井翔太）、プレラーティ（日高里菜）                                                                                   | 「永輝-エィヴィガーブント-」                                | ゲーム『戦姫絶唱シンフォギアXD UNLIMITED』関連曲                                 |
| 2020年   | | |                                                             |                                                                                  |
| 5月10日  | Shock out, Dance!!                                                                                      | LizNoir | 「Shock out, Dance!!」                                      | 『IDOLY PRIDE』関連曲                                                            |
| 2021年   | | |                                                             |                                                                                  |
| 2月17日  | The Last Chance                                                                                         | LizNoir | 「The Last Chance」                                         | 『IDOLY PRIDE』関連曲                                                            |
| 12月22日 | IDOLY PRIDE Collection Album [約束]                                                                     | LizNoir | 「GIRI-GIRI borderless world」 「セカイは夢を燃やしたがる」 | 『IDOLY PRIDE』関連曲                                                            |
| 2022年   | | |                                                             |                                                                                  |
| 6月29日  | それを人は“青春”と呼んだ                                                                                | LizNoir | 「Darkness sympathizer」                                    | 『IDOLY PRIDE』関連曲                                                            |
| 2023年   | | |                                                             |                                                                                  |
| 2月1日   | IDOLY PRIDE Collection Album [未来]                                                                     | LizNoir | 「最高優美ロンリネス」 「Blue sky summer」                  | 『IDOLY PRIDE』関連曲                                                            |
| 2024年   | | |                                                             |                                                                                  |
| 3月20日  | IDOLY PRIDE Collection Album [chronicle]                                                                | 赤崎こころ（豊崎愛生）、奥山すみれ（夏川椎菜）、kana（田中あいみ）、小美山愛（寿美菜子）、鈴村優（麻倉もも）                                                     | 「恋心 ああ無情」                                           | 『IDOLY PRIDE』関連曲                                                            |
| 3月20日  | IDOLY PRIDE Collection Album [chronicle]                                                                | 小美山愛（寿美菜子） | 「Slurp It Up」                                             | 『IDOLY PRIDE』関連曲                                                            |
| 3月20日  | IDOLY PRIDE Collection Album [chronicle]                                                                | LizNoir | 「星のように夜を照らせ（LizNoir ver.）」                    | 『IDOLY PRIDE』関連曲                                                            |
| 3月20日  | 星のように夜を照らせ                                                                                    | LizNoir、初音ミク | 「星のように夜を照らせ」                                    | 『IDOLY PRIDE』関連曲                                                            |
| 11月20日 | TVアニメ『響け！ユーフォニアム3』キャラクターソングシングル Vol.3                                       | 田中あすか（寿美菜子）、小笠原晴香（早見沙織）、中世古香織（茅原実里）                                                                                           | 「あれから」                                                | テレビアニメ『響け!ユーフォニアム3』関連曲                                       |
| 2025年   | | |                                                             |                                                                                  |
| 3月19日  | IDOLY PRIDE Collection Album [Resonance]                                                                | LizNoir | 「情熱だけで生きてみろ」 「Shiny Mystery Tour」             | 『IDOLY PRIDE』関連曲                                                            |
| 7月9日   | ありがとう to You                                                                                       | 星見オールスターズ | 「ありがとう to You」                                       | 『IDOLY PRIDE』関連曲                                                            |

## ライブ公演

### 合同ライブ
| 出演日            | タイトル                                                         | 会場                                   | 備考                                     |
| ----------------- | ---------------------------------------------------------------- | -------------------------------------- | ---------------------------------------- |
| 2012年2月19日     | ミュ〜コミ+プラス presents アニメ紅白歌合戦                      | 東京国際フォーラム ホールA（東京都）   |                                          |
| 2014年10月17日    | 響姫祭2014東京                                                   | TSUTAYA O-EAST（東京都）               | 寿美菜子 with I-RabBitsとしてゲスト出演  |
| 2016年3月5日、6日 | LAWSON presents Sphere Fes. 2016 Purple Stage                    | 国立代々木競技場 第一体育館（東京都）  |                                          |
| 2017年10月22日    | LAWSON premium event ミュージックレインフェスティバル2017        | 幕張メッセ イベントホール（千葉県）    |                                          |
| 2018年3月3日、4日 | シンフォギアライブ2018                                           | 武蔵野の森総合スポーツプラザ（東京都） |                                          |
| 2019年8月3日      | リスアニ！LIVE SPECIAL EDITION ナツヤスミ SATURDAY STAGE         | Zepp Tokyo                             |                                          |
| 2019年12月28日    | LAWSON premium event 寿美菜子，高垣彩陽，CHiCOのMusic Rainbow 06 | 中野サンプラザ（東京都）               |                                          |
| 2022年11月20日    | シンフォギアライブ2020→2022                                      | 埼玉ベルーナドーム（埼玉県）           | サンジェルマン（声）としてサプライズ出演 |
| 2023年5月3日      | さよなら中野サンプラザ音楽祭                                     | 中野サンプラザ                         | 寿は豊崎愛生と出演。                     |

## 書籍
フォトブック
- みなこみち（2011年9月9日、主婦の友社、ISBN 978-4072795743）
- MINAKO☆Good Job Hyper（2012年11月7日、主婦の友社、ISBN 978-4072846414）
- MINAKO×MUSEUM（2015年4月10日、主婦の友社、ISBN 978-4074109272）
- みなこめし（2019年9月13日、主婦の友社、ISBN 978-4074267859）
- Photo book Calendar 2022”Cuppa”（2021年10月16日）

写真集
- MINAKO style（2014年4月28日、学研マーケティング、ISBN 978-4054060067）
- Jiffy（2016年9月17日、学研プラス、ISBN 978-4-05-406488-1）

雑誌連載
- MINAKO☆Good Job（『声優グランプリ』2010年10月号 - 2012年11月号）
- MINAKO×MUSEUM（『声優グランプリ』2012年12月号 - 2015年4月号）
- みなこめし（『声優グランプリ』2015年7月号 - 2017年1月号）
- 寿美菜子のmeets〇〇『月刊Newtype』2020年5月号 - 2022年4月号）
- 寿美菜子の根掘り葉掘り『月刊Newtype』2022年5月号 - ）